# عمر خالد
عمر خالد، متولد سید عمر خالد، یک فعال حقوق بشر، دانشجوی سابق و عضو دانشگاه جواهر لعل نهرو است. عمر خالد رهبر اتحادیه دانشجویان دموکراتیک (DSU) در دانشگاه جواهر لعل نهرو بود.
وی به دلیل اعتراض به مجازات اعدام که به افضل گورو و مقبول بات تجزیه طلبهای کشمیری محکوم شده بود، درگیر درگیری و فتنه دانشگاه جواهر لعل نهرو بود.

## سنین جوانی و تحصیل
عمر خالد در جامیا ناگار، دهلی نو متولد شد و طی ۳۰ سال گذشته در آنجا زندگی کرده‌است. پدرش، سید قاسم رسول ایلیاس، از ماهاراشترا است، در حالی که مادرش از اوتار پرادش غربی است. SQR ایلیاس رئیس ملی حزب رفاه هند و عضو سابق جنبش اسلامی دانشجویان هند است.
خالد در کالج کایوری مال دانشگاه دهلی تحصیل در رشته تاریخ انجام داد. او بعدها کارشناسی ارشد و خود را انجام داد M.Phil در تاریخ در دانشگاه Jawarhlal نهرو (JNU). پایان‌نامه  M.Phil  او در مورد " Hos of Singhbhum " بود.
عنوان پایان‌نامه دکترای خالد تحت عنوان "ادعاهای مخالف و احتمالی قانون آدیواسیس از جارخند " بود و در سال ۲۰۱۸ به JNU ارائه شد. وی پس از دکترای خود، مقاله ای تحقیقاتی با عنوان "تغییر قدرت دهکده در منطقه Adivasi Hinterland: دولت، جامعه و احتیاط قانون در سنگبوم، ۱۸۳۰–۱۸۹۷" را در مجله Social Scientist در سال ۲۰۱۸ منتشر کرد. وی پیش از این این مقاله را در کنفرانس دانش پژوهان جوان که به همت مرکز مطالعات تاریخی دانشگاه جواهر لعل نهرو تشکیل شده بود، ارائه داد.

## فعالیت و جنجال
در ۹ فوریه ۲۰۱۶، دانشجویان دانشگاه جواهر لعل نهرو (JNU) در محوطه دانشگاه خود اعتراض خود را علیه مجازات اعدام علیه افضل گورو و مجبول بات تجزیه طلب کشمیری در پارلمان هند در سال ۲۰۰۱ برگزار کردند. در طی "فراکسیون"های به وجود آمده، گروه کمی از مردم شعارهایی را مطرح کردند که به‌طور کلی شعارهای "ضد هند" توصیف می‌شد.
چهار روز پس از واقعه اولیه، پلیس دهلی، رئیس اتحادیه دانشجویی JNU، کانهایا کومار را به اتهام فتنه و توطئه جنایی، طبق بند ۱۲۴ قانون مجازات هند، به سال ۱۸۶۰ بازداشت کرد. پنج دانش آموز دیگر: عمر خالد، آنیربان باتاچاریا، راما ناگا، آنانت پراکاش و آشوتوش کومار پس از دستگیری کانهایا کومار مخفی شدند و ۱۰ روز بعد بازگشتند. عمر خالد و آنیربان باتاچاریا تسلیم پلیس شدند و به بازداشتگاه کشیده شدند.
دستگیری و استفاده از قانون فتنه به دلیل سرکوب مخالفت سیاسی به شدت مورد انتقاد قرار گرفت. در ابتدا کمیته تحقیقاتی که بعداً توسط اداره JNU منصوب شد، از ۲۱ دانشجو خواسته‌است که خلاف قوانین دانشگاه را توضیح دهند. براساس این پرسش، کمیته مجازاتهای مختلفی را برای تعدادی از دانشجویان تعیین کرد. کانهایا کومار ۱۰۰۰۰ روپیه جریمه شد، پس از آن عمر خالد و آنیربان باتاچاریا برای یک ترم از دانشگاه طعمه شدند.
در ۲۸ فوریه سال ۲۰۲۰، دولت دهلی تصویب آنها را برای محاکمه در این زمینه اعلام کرد.
با توجه به کمیته تحقیق سطح بالا که اعتراضات حادثه 9 فوریه ۲۰۱۶ را در دانشگاه بررسی کرد، دانشگاه جواهر لعل نهرو در ابتدا از اجازه دادن عمر خالد به ارائه تز دکترای خود در ژوئیه ۲۰۱۸ خودداری کرد. عمر خالد به دلیل رد دانشگاه جواهر لعل نهرو از پذیرش مقاله دکترای خود به دادگاه عالی دهلی رفت. در ۲۴ ژوئیه ۲۰۱۸ دادگاه عالی دانشگاه جواهر لعل نهرو را موظف کرد که اجازه ارائه پایان‌نامه را بدهد. در ۲ اوت ۲۰۱۸، دانشگاه جواهر لعل نهرو مقاله تز دکتری را پذیرفت.

### حادثه بهیما کورگائون
به همراه جگنیش میوانی، عمر خالد به دلیل سخنرانی‌های «تحریک آمیز» در پونا تحت گزارش اولین اطلاعات رزرو شد. اتهامات جنایی علیه میوانی و خالد برای ایجاد خصومت بین گروه‌های مختلف از طریق سخنرانی‌هایشان بود. این تظاهرات Elgaar پریشاد، جایی که این بنا به گزارش اتفاق افتاد، در Pune به علامت سال ۲۰۰ از برگزار شد نبرد کرگن، یک محل در حال حاضر روز منطقه پونا، که بین پس از آن مبارزه شد بریتانیا ارتش هند و Peshwas.

### قصد ترور
در ۱۳ اوت ۲۰۱۸، خالد به سختی از یک سو assass قصد فرار کرد. این دو متهم در تاریخ ۲۰ اوت ۲۰۱۸ توسط پلیس فتح آباد هاریانا دستگیر شدند. قبل از دستگیری، متهم در ۱۵ آگوست ویدئویی را در فیس بوک بارگذاری کرده بود و می‌گفت این حمله هدیه روز استقلال برای هند بود و آنها همچنین می‌خواستند موضوع محافظت از گاو را برجسته کنند.

### UAPA برای سخنرانی‌های تحریک آمیز
عمر خالد به دلیل ادعای «سخنرانی‌های تحریک آمیز» در سفر دونالد ترامپ، رئیس‌جمهور آمریکا به هند ، تحت راهنمای UAPA قرار گرفت. پلیس دهلی سخنرانی‌های وی را تحریک و تسهیل‌کننده شورش‌های دهلی - ۲۰۲۰ دانست. در ۱۴ سپتامبر سال ۲۰۲۰، خالد توسط سلول ویژه پلیس دهلی به عنوان یک متهم توطئه‌گر در پرونده شورش‌های دهلی دستگیر شد. در صفحات متهم مربوط به شورش‌ها، پلیس گفته‌است که خالد در تاریخ ۸ ژانویه در محل معترضین شاهین باغ علیه قانون شهروندی (اصلاحیه) (CAA) با طاهر حسین و فعال خالد سیفی، فعال حزب اعد اعادمی ملاقات کرد و زندانی شد - ثبت ملی شهروندان (NRC) برای برنامه‌ریزی آشوب‌ها. وی در دو ماه گذشته به دلیل ادعای نقش خود دو بار مورد بازجویی قرار گرفته‌است. پلیس همچنین سخنان خالد را به ناآرامی‌ها مرتبط کرده‌است. سلول ویژه پلیس دهلی علاوه بر چندین پرونده تشکیل شده در رابطه با شورش‌هایی که منجر به کشته شدن ۵۳ نفر و نزدیک به ۴۰۰ زخمی شد، در حال بررسی پرونده توطئه بزرگتری است.